# Período legislativo de 2010 a 2014 de Costa Rica
| 24 PLN 11 PAC 9 PML 5 PUSC | 4 PASE 1 FA 1 PRC 1 PREN |

PLN
PAC
PML
PUSC
PASE
FA
PRC
PREN

El Período Legislativo de Costa Rica de 2010 a 2014 fue el decimosexto (XVI) período constitucional de funcionamiento de la Asamblea Legislativa de Costa Rica que abarcó del 1 de mayo de 2010 al 30 de abril de 2014. La presidenta de la República durante este período fue Laura Chinchilla Miranda del Partido Liberación Nacional (PLN).
Este período se caracterizó por tener una Asamblea Legislativa muy dividida. El PLN no logró mayoría simple (29 votos) por lo que requirió de alianzas con otras bancadas para lograr el Directorio Legislativo. Destacó que durante el período 2011 se logró una alianza de partidos de oposición que lograron elegir el Directorio, pero que tuvo corta duración.

## Legislación aprobada y discutida
Durante este período legislativo se aprobaron dos leyes de iniciativa popular: la Ley de Vida Silvestre que volvió ilegal la cacería deportiva, convirtiéndose Costa Rica en el primer país latinoamericano en ilegalizar esta práctica y la Ley de Recurso Hídrico que buscaba declarar el acceso al agua Derecho Humano. A ambas se opuso el Movimiento Libertario. Estas fueron las primeras leyes de iniciativa popular aprobadas por la Asamblea, estas leyes son presentadas por la ciudadanía directamente.
También fue durante este período en que se discutió la reforma tributaria conocida como Plan Fiscal impulsado por la presidenta Laura Chinchilla y que contó con el aval del líder histórico del PAC Ottón Solís. A este proyecto se opusieron los libertarios, el PUSC, el partido de izquierda Frente Amplio y algunos diputados del PAC, pero tenía el apoyo de la bancada oficialista del PLN y de la mayor parte del grupo rojiamarillo. No obstante tras su aprobación fue traído abajo por la Sala Constitucional al encontrar vicios en su trámite.
Otra ley aprobada por el Plenario en este período fue la Ley de Investigaciones Biomédicas que regula la experimentación con seres humanos en Costa Rica. A esta se oponían las bancadas del PAC y del FA.
También se aprobó la Ley de Crédito para la Clase Media, presentada por el PAC, que busca brindar crédito bancario accesible a personas de ingresos moderados.
La presidenta Chinchilla vetó dos leyes que fueron aprobadas en primer debate; la Reforma Laboral y la Ley de Fotocopiado. La primera realizaba una serie de reformas a los derechos laborales que incluía extender el derecho a la huelga a los trabajadores del sector salud y seguridad pública (que actualmente el Código de Trabajo no les permite hacer huelga pues de ellos dependen vidas humanas) y la segunda permitía el fotocopiado de libros con fines académicos, algo adversado por las cámaras empresariales. Al ser vetadas las leyes se devolvieron a Comisión.
Durante este período se dio la condena de la Corte Interamericana de Derechos Humanos que obliga al país a brindar el servicio de Fertilización in vitro a parejas infértiles, lo que obligó a la Asamblea a discutir el proyecto, mismo al que se opusieron los diputados evangélicos Justo Orozco y Carlos Avendaño y la fracción del PASE.
Otro proyecto polémico fue el de Sociedades de Convivencia que busca reconocer las uniones de parejas del mismo sexo como una unión de hecho o civil accediendo a ciertos derechos. A dicha ley se opusieron también Orozco, Avendaño y la bancada del PASE. Las bancadas del PAC, del PUSC y del FA lo apoyaban, mientras había divisiones a lo interno de las fracciones del PLN y del ML donde algunos diputados respaldaban el proyecto y otros no. Además de este proyecto se discute la Ley de Bienestar Animal que castigaría más severamente el maltrato animal. La crueldad hacia los animales ya era ilegal en Costa Rica pero solo se castigaba con multas, el proyecto buscaba reformar el Código Penal y castigar esto con prisión. Fue dictaminada favorablemente por la Comisión Ambiental pero no había sido vista por la agenda parlamentaria. Otro proyecto en discusión en Plenario fue el de Banca de Desarrollo, al cual se opone el Movimiento Libertario.

## Separaciones
Durante este período el Movimiento Libertario sufrió la separación de cuatro de sus nueve diputados; Carlos Góngora, Mireya Zamora, Ernesto Chavarría y Manuel Hernández. El diputado Luis Fishman se separa de la bancada del PUSC y da su adhesión al candidato liberacionista Johnny Araya para las elecciones de 2014 y el diputado José Joaquín Porras renuncia al PASE. La fracción entera del PASE dio su respaldo al candidato Araya y no al de su propio partido, Óscar López, aunque afirmaron respalda al PASE para diputados. No hubo renuncias en el PAC pero sí disputas internas entre la facción «ottonista» y la facción «izquierdista», al punto que el diputado Manrique Oviedo (del primer grupo) no apoyó al candidato presidencial del PAC, Luis Guillermo Solís, en las elecciones de primera ronda, aunque le dio el apoyo en la segunda.

## Composición
Ver: Anexo:Diputados costarricenses 2010-2014

## Presidentes Legislativos
| Presidente del Congreso       | Legislatura | Partido político |
| ----------------------------- | ----------- | ---------------- |
| Luis Fernando Mendoza Jiménez | 2013-2014   | PLN              |
| Víctor Emilio Granados Calvo  | 2012-2013   | PASE             |
| Juan Carlos Mendoza García    | 2011-2012   | PAC              |
| Luis Gerardo Villanueva Monge | 2010-2011   | PLN              |